# Hydropsyche javanica
Hydropsyche javanica är en nattsländeart som beskrevs av Georg Ulmer 1905. Hydropsyche javanica ingår i släktet Hydropsyche och familjen ryssjenattsländor. Inga underarter finns listade i Catalogue of Life.